# Stade d’Agadir
Stade d'Agadir (ar. - ملعب أدرا) – stadion sportowy w Agadirze (Maroko). Stadion był projektowany z myślą o Mistrzostwach Świata w Piłce Nożnej 2010, lecz Maroko odpadło z eliminacji o przyznanie organizacji. Stadion mieści się na obrzeżach miasta. Na stadionie odbędzie się część meczów podczas Pucharu Narodów Afryki 2015, gościł on również spotkania Klubowych Mistrzostw Świata 2013.